# Noémie Kornfeld
Pour les articles homonymes, voir Kornfeld.
Noémie Kornfeld, née le 29 juin 1989, est une karatéka suisse.
Elle est médaillée d'or en kumite par équipe aux Championnats d'Europe de karaté 2018 avec Elena Quirici, Ramona Brüderlin et Nina Radjenovic.